# تشالة (غهرة)
تشالة (بالفارسية: چاله) هي قرية تقع في إيران في قسم غهرة الريفي.